# Rémi Panossian
Rémi Panossian (* 7. März 1983 in Montpellier) ist ein französischer Jazzpianist.

## Leben und Wirken
Panossian begann ab 1990 als Pianist aufzutreten. Unter dem Eindruck eines Michel-Petrucciani-Konzerts beschäftigte er sich eingehender mit dem Jazz. Ab 1998 studierte er in Montpellier Harmonielehre, Improvisation und Jazzgeschichte. Daneben trat er mit Musikern wie Stéphane Kochoyan, Steve Coleman, Andy Milne, Christian Lavigne und Anthony Tidd auf. Im Sommer 2000 konzertierte er auf dem Festival Jazz à Vienne.
Nach Abschluss seines Musikstudiums in Toulouse, wo er das Diplom im Musikpädagogik und Musikwissenschaft erwarb, arbeitet Panossian mit eigenen Formationen. Zwischen 2005 und 2008 nahm er mit dem Kontrabassisten Julien Duthu sein Debütalbum No end… (Nocturne) auf, gefolgt von Two, das 2008 bei Plus Loin Music/Harmonia Mundi erschien. Gegenwärtig spielt er mit eigenem Trio; Anfang 2011 legte er das Album Add Fiction vor, an dem der Kontrabassist Maxime Delporte und der Schlagzeuger Frédéric Petitprez mitwirkten. Das Trio wird auch um Nicole Johänntgen und Frederik Köster erweitert.
Er trat 2011 auf beim Festival Jazz à Vannes. Zuvor tourte er auch oft im Ausland, mit Auftritten etwa beim „Jarasum Festival“ in Südkorea, im „Jz Club“ von Shanghai, beim „Taichung Jazz Festival“ und beim Internationalen Jazz Festival von Taipeh auf Taiwan, beim Nanjing Jazz Festival in China, im „Onda Jazz“ in Lissabon, beim „Le Divan Orange“ in Montréal. In Frankreich war er eingeladen unter anderem beim Festival Jazz à Sète, bei Jazz in Marciac, beim Rhino Jazz Festival, Jazz à Foix, Jazz à Montauban und beim „Musique d’Eté de la ville d’Epernay“.

## Preise und Auszeichnungen
Panossian gewann die Trophäe „Jeune Talent“ 2008 der Académie du Jazz und war Lauréat des Programms „Jazz Primeur“ von Cultures France 2009.